# 학습 곡선

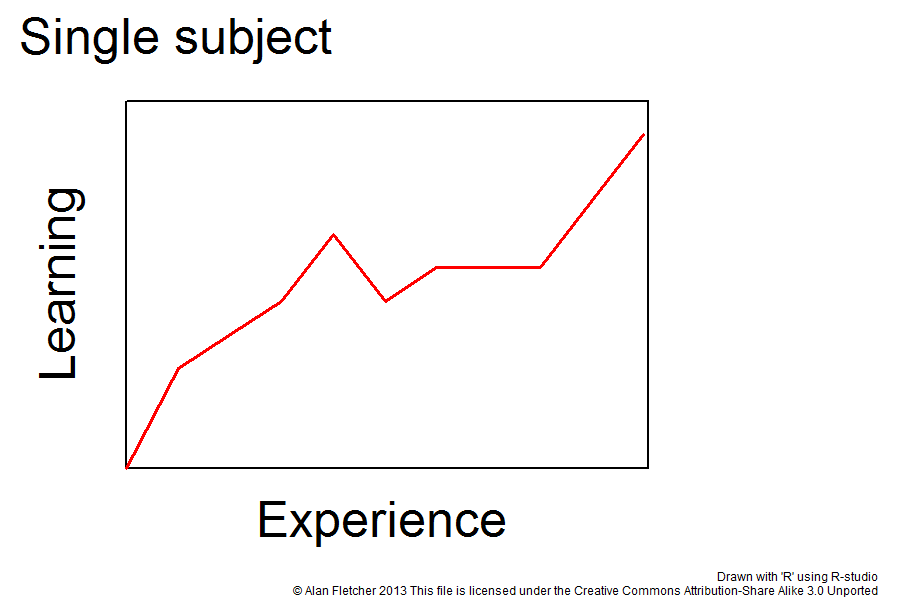
그림1: 단일 주제의 학습 곡선. 경험에 따라 학습이 개선됨을 보여준다.

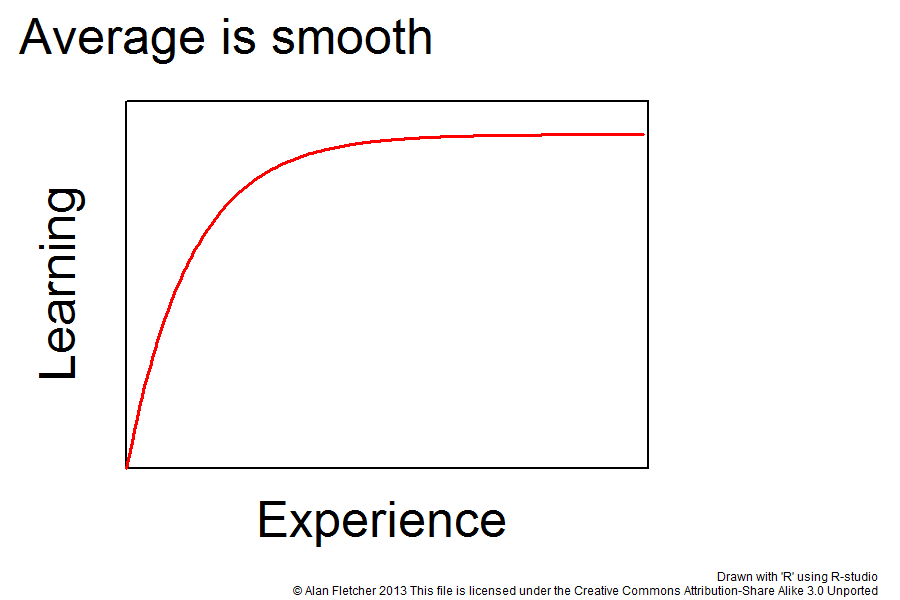
그림2: 수많은 시도를 통해 평준화된 학습 곡선은 유연하며 수학 함수로 표현할 수 있다.

학습 곡선은 특정 기술 또는 지식을 실제 필요한 업무와 같은 환경에서 효율적으로 사용(활용)하기 위해 드는 학습 비용(시간)을 의미하기도 하며 특정 기술을 습득할 때에 처음에는 학습 효과가 더디다가 어느 정도 이해를 하고 나면 빠르게 습득하고 후에는 다시 더뎌지는 곡선을 나타내기도 한다.

## 같이 보기
- 망각 곡선
- 경험 기반 학습
- 인구 증가
- 시행착오